# Oscar-díj a legjobb eredeti történetnek
A legjobb eredeti történetnek járó Oscar-díjat az amerikai Filmművészeti és Filmtudományi Akadémia 1929-től 1957-ig évente ítélte oda a legjobbnak tartott filmtörténet írójának. Ezzel párhuzamosan díjazták szintén 1929-től a legjobb adaptált forgatókönyv díjával eredetileg irodalmi alkotásoknak szánt műveket feldolgozó forgatókönyvírókat. 1940-ben ezekhez csatlakozott a legjobb eredeti forgatókönyv díja. Azonban a forgatókönyvírás, filmkészítés gyakorlatának változása miatt 1957-től az eredeti történet kategóriáját megszüntették. Utolsó díjazottja Dalton Trumbo volt, aki nem tudta átvenni a díját, mert a feketelista miatt nem szerepelhetett saját nevével a film alkotói között.

## 1920-es évek

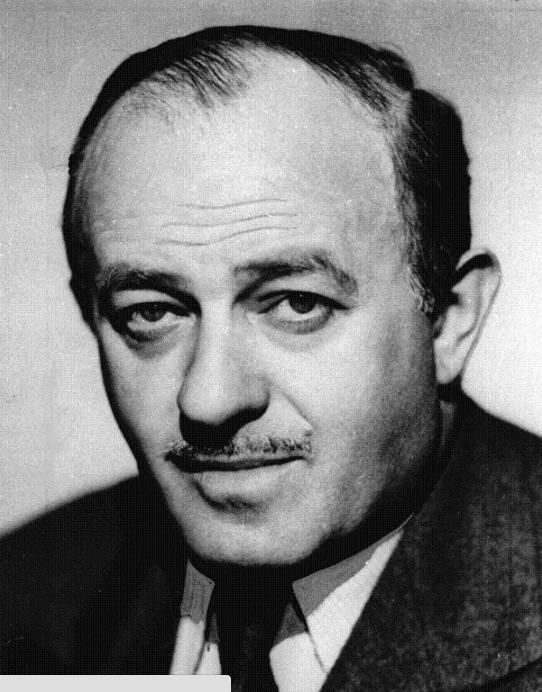
Ben Hecht

- 1929 Alvilág (Underworld) – Ben Hecht
  - A hontalan hős (The Last Command) – Bíró Lajos

## 1930-es évek
- 1931 Hajnali őrjárat (The Dawn Patrol) – John Monk Saunders
  - The Doorway to Hell – Rowland Brown
  -  Laughter – Harry d’Abbadie d’Arrast, Douglas Doty, Donald Ogden Stewart
  - A közellenség (The Public Enemy) – John Bright, Kubec Glasmon
  - Smart Money – Lucien Hubbard, Joseph Jackson

- 1932 A bajnok (The Champ) – Frances Marion
  - Lady and Gent – Grover Jones, William Slavens McNutt
  - The Star Witness – Lucien Hubbard
  - What Price Hollywood? – Adela Rogers St. Johns, Jane Murfin

- 1934 One Way Passage – Robert Lord
  - A hivatásos boxoló és a hölgy (The Prizefighter and the Lady) – Frances Marion
  - Rasputin and the Empress – Charles MacArthur

- 1935 Manhattani melodráma (Manhattan Melodrama) – Arthur Caesar
  - Hide-Out – Mauri Grashin
  - The Richest Girl in the World – Norman Krasna

- 1936 The Scoundrel – Ben Hecht, Charles MacArthur
  - Broadway Melody[* 1] (Broadway Melody of 1936) – Moss Hart
  - The Gay Deception – Stephen Morehouse Avery, Don Hartman

- 1937 Louis Pasteur története (The Story of Louis Pasteur) – Pierre Collings és Sheridan Gibney
  - Téboly (Fury) – Norman Krasna
  - A nagy Ziegfeld (The Great Ziegfeld) – William Anthony McGuire
  - San Francisco – Robert Hopkins
  - Három kis ördög (Three Smart Girls) – Adele Comandini

- 1938 Csillag születik (A Star is Born) – Robert Carson, William A. Wellman
  - Fekete légió (Black Legion) – Robert Lord
  - Chicago, a bűnös város (In Old Chicago) – Niven Busch
  - Zola élete (The Life of Emile Zola) – Heinz Herald, Herczeg Géza
  - Száz férfi és egy kislány (One Hundred Men and a Girl) – Hanns Kräly

- 1939 A fiúk városa (Boys Town) – Eleanore Griffin, Dore Schary
  - Alexander’s Ragtime Band –  Irving Berlin
  - Mocskos arcú angyalok/A villamosszék felé (Angels with Dirty Faces) –  Rowland Brown
  - Blockade –  John Howard Lawson
  - Szívek csalogánya (Mad About Music)[2] –  Marcella Burke, Frederick Kohner
  - Új bálványok (Test Pilot) –  Frank Wead

## 1940-es évek
- 1940 Becsületből elégtelen (Mr. Smith Goes to Washington) – Lewis R. Foster
  - Kismama (Bachelor Mother) – Felix Jackson
  - Várlak.../Szerelmi történet (Love Affair) – Mildred Cram, Leo McCarey
  - Ninocska (Ninotchka) – Lengyel Menyhért (mint Melchior Lengyel)
  - A fiatal Lincoln (Young Mr. Lincoln) – Lamar Trotti

- 1941 Vágyak a viharban[3] (Arise, My Love) – Benjamin Glazer, Székely János (mint John S. Toldy)
  - Comrade X – Walter Reisch
  - Edison, the Man – Hugo Butler, Dore Schary
  - Kedvenc feleségem (My Favorite Wife) – Leo McCarey, Samuel és Bella Spewack
  - Ember a láthatáron (The Westerner) – Stuart N. Lake

- 1942 Here Comes Mr. Jordan – Harry Segall
  - Szőke szélvész ((Ball of Fire)) – Thomas Monroe, Billy Wilder
  - The Lady Eve – Monckton Hoffe
  - Az utca embere (Meet John Doe) – Richard Connell, Robert Presnell
  - Éjszakai vonat Münchenbe (Night Train to Munich) – Gordon Wellesley

- 1943 A negyvenkilences szélességi fok/A 49. szélességi fok[4] (49th Parallel) – Pressburger Imre (mint Emeric Pressburger)
  - Egész évben farsang (Holiday Inn) – Irving Berlin
  - A Yankee-k dicsősége (The Pride of the Yankees) – Paul Gallico
  - A csintalan úriember (The Talk of the Town) – Sidney Harmon
  - Yankee Doodle Dandy[* 2] – Robert Buckner

- 1944 Az élet komédiája[5]/Emberi színjáték[6] (The Human Comedy) – William Saroyan
  - Ütközet az Észak-Atlanti-óceánon (Action in the North Atlantic) – Guy Gilpatric
  - Irány Tokió! (Destination Tokyo) – Steve Fisher
  - Társbérlet (The More the Merrier) – Frank Ross, Robert Russell
  - A gyanú árnyékában (Shadow of a Doubt) – Gordon McDonell

- 1945 A magam útját járom (Going My Way) – Leo McCarey
  - A Guy Named Joe – David Boehm, Chandler Sprague
  - Mentőcsónak (Lifeboat) – John Steinbeck
  - None Shall Escape – Alfred Neumann, Joseph Than
  - Öten voltak (The Sullivans) – Edward Doherty, Jules Schermer

- 1946 The House on 92nd Street – Charles G. Booth
  - Susan és a férfiak (The Affairs of Susan) – Görög László, Thomas Monroe
  - A Medal for Benny – John Steinbeck, Jack Wagner
  - Célpont: Burma (Objective, Burma!) – Alvah Bessie
  - A Song to Remember – Ernst Marischka

- 1947 Tökéletes idegenek (Perfect Strangers) – Clemence Dane
  - The Dark Mirror – Vladimir Solomonovich Pozner
  - Martha Ivers furcsa szerelme (The Strange Love of Martha Ivers) – Jack Patrick
  - Az óra körbejár/Az idegen[7] (The Stranger) – Victor Trivas
  - Kisiklott élet (To Each His Own) – Charles Brackett

- 1948 Csoda a 34. utcában (Miracle on 34th Street) – Valentine Davies
  - A Cage of Nightingales (La Cage aux rossignols; francia) – Georges Chaperot, René Wheeler
  - It Happened on Fifth Avenue – Herbert Clyde Lewis, Frederick Stephani
  - Kiss of Death – Eleazar Lipsky
  - Katasztrófa – Egy asszony története (Smash-Up, the Story of a Woman) – Frank Cavett, Dorothy Parker

- 1949 The Search – Richard Schweizer, David Wechsler
  - Louisianai történet (Louisiana Story) – Robert J. Flaherty, Frances H. Flaherty
  - A meztelen város (The Naked City) – Malvin Wald
  - Vörös folyó (Red River) – Borden Chase
  - Piros cipellők (The Red Shoes) – Pressburger Imre (mint Emeric Pressburger)

## 1950-es évek
- 1950 The Stratton Story – Douglas Morrow
  - Come to the Stable – Clare Boothe Luce
  - It Happens Every Spring – Valentine Davies, Shirley Smith
  - Iwo Jima fövenye (Sands of Iwo Jima) – Harry Brown
  - Fehér izzás (White Heat) – Virginia Kellogg

- 1951 Pánik az utcán (Panic in the Streets) – Edna Anhalt, Edward Anhalt
  - Keserű rizs (Riso Amaro; olasz) – Giuseppe De Santis, Carlo Lizzani
  - The Gunfighter – William Bowers, Tóth Endre (mint André de Toth)
  - Mystery Street – Leonard Spigelgass
  - When Willie Comes Marching Home – Sy Gomberg

- 1952 Seven Days to Noon – James Bernard, Paul Dehn
  - Bullfighter and the Lady – Budd Boetticher, Ray Nazarro
  - The Frogmen – Oscar Millard
  - Here Comes the Groom – Liam O’Brien, Robert Riskin
  - Teresa – Alfred Hayes, Stewart Stern

- 1953 A földkerekség legnagyobb show-ja (The Greatest Show on Earth) – Frank Cavett,  Fredric M. Frank,  Theodore St. John
  - My Son John – Leo McCarey
  - The Narrow Margin – Martin Goldsmith, Jack Leonard
  - The Pride of St. Louis – Guy Trosper
  - The Sniper – Edward Anhalt, Edna Anhalt

- 1954 Római vakáció (Roman Holiday) – Dalton Trumbo [* 3]
  - Above and Beyond – Beirne Lay, Jr.
  - The Captain's Paradise – Alec Coppel
  - Hondo – Louis L'Amour[* 4]
  - A kis szökevény (Little Fugitive) – Ray Ashley, Morris Engel, Ruth Orkin

- 1955 A kettétört lándzsa (Broken Lance) – Philip Yordan
  - Kenyér, szerelem, fantázia (eredeti olasz címeː Pane, amore e fantasia) – Ettore Margadonna
  - Tiltott játékok (eredeti francia címeː Jeux interdits) – François Boyer
  - Night People – Jed Harris, Tom Reed
  - There’s No Business Like Show Business[* 5]  – Lamar Trotti (posztumusz jelölés)

- 1956 Szeress vagy hagyj el (Love Me or Leave Me) – Daniel Fuchs
  - The Private War of Major Benson – Joe Connelly, Bob Mosher
  - Haragban a világgal (Rebel Without a Cause) – Nicholas Ray
  - Az ötlábú birka (Le Mouton à cinq pattes; francia) – Jean Marsan, Henri Troyat, Jacques Perret, Henri Verneuil, Raoul Ploquin
  - Strategic Air Command – Beirne Lay, Jr.

- 1957 The Brave One – Robert Rich (Dalton Trumbo álneve)[* 6]
  - The Eddy Duchin Story – Leo Katcher
  - High Society – Edward Bernds, Elwood Ullman[* 7]
  - Vágyakozás (Les Orgueilleux; francia–mexikói) – Jean-Paul Sartre
  - A sorompók lezárulnak (Umberto D.; olasz) – Cesare Zavattini